# NGC 5550
NGC 5550 (другие обозначения — UGC 9154, MCG 2-36-65, ZWG 75.3, ZWG 74.162, PGC 51108) — спиральная галактика (Sb) в созвездии Волопас.
Этот объект входит в число перечисленных в оригинальной редакции «Нового общего каталога».
В галактике вспыхнула сверхновая SN 2004cu. Её пиковая видимая звёздная величина составила 18,8.